# Nepotilla vera
Nepotilla vera é uma espécie de gastrópode do gênero Nepotilla, pertencente a família Raphitomidae.